# أوليفييه تشاروين
أوليفييه تشاروين (بالفرنسية: Olivier Charroin)‏ مواليد 10 مارس 1982 في آنسي، هو لاعب كرة مضرب فرنسي. بدأ مسيرته الاحترافية سنة 2005. أعلى ترتيب له في الفردي هو 523.

## النهائيات

### الزوجي (10)
| الحصيلة | الرقم | التاريخ        | الدورة               | الأرضية | الشريك         | المنافس في النهائي                  | النتيجة               |
| ------- | ----- | -------------- | -------------------- | ------- | -------------- | ----------------------------------- | --------------------- |
| الوصافة | 1.    | 6 فبراير 2011  | كورمايور، إيطاليا    | صلبة    | الكسندر رينار  | مارك جيكيل نيكولا مايو              | 3–6, 4–6              |
| الفوز   | 1.    | 1 مايو 2011    | أوسترافا، التشيك     | ترابية  | ستيفان روبرت   | أنديس جوسكا ألكسندر كودريافتسيف     | 6–4, 6–3              |
| الوصافة | 2.    | 3 يوليو 2011   | براونشفايغ، ألمانيا  | ترابية  | ستيفان روبرت   | مارتن إمريك أندرياس سيلجستروم       | 6–0, 4–6, [7–10]      |
| الوصافة | 3.    | 17 يوليو 2011  | سوبوت، بولندا        | ترابية  | ستيفان روبرت   | ماريوس فيرستينبرغ مارسين ماتكوفسكي  | 5–7, 6–7(4–7)         |
| الفوز   | 2.    | 24 يوليو 2011  | بوزنان، بولندا       | ترابية  | ستيفان روبرت   | فرانكو فيريرو أندريه سا             | 6–2, 6–3              |
| الوصافة | 4.    | 26 فبراير 2012 | فولفسبورغ، ألمانيا   | سجاد    | توماس بيدناريك | لورينس جريجيليس أولادزيمير إيجناتيك | 5–7, 6–4, [5–10]      |
| الوصافة | 5.    | 18 مارس 2012   | غوادالاخارا، المكسيك | صلبة    | توماس بيدناريك | جيمس سيريتاني عادل شاماسدين         | 6–7(5–7), 1–6         |
| الفوز   | 3.    | 24 مارس 2012   | ريموسكي              | صلبة    | توماس بيدناريك | جان-فردريك برانكن ستيفان سيفرت      | 6–3, 6–2              |
| الوصافة | 6.    | 20 مايو 2012   | بوردو، فرنسا         | ترابية  | جوناثان ماري   | مارتن كليزان إيغور زيليني           | 6–7(5–7), 6–4, [4–10] |
| الفوز   | 4.    | 17 يونيو 2012  | نوتنغهام             | عشبية   | مارتن فيشر     | إيفغيني دونسكوي أندريه كوزنيتسوف    | 6–4, 7–6(8–6)         |

## روابط خارجية
- أوليفييه تشاروين على موقع رابطة محترفي التنس (الإنجليزية)
- أوليفييه تشاروين على موقع الاتحاد الدولي لكرة المضرب (الإنجليزية)
- أوليفييه تشاروين على موقع خلاصة التنس.كوم (الإنجليزية)
- أوليفييه تشاروين على موقع إي إس بي إن.كوم (الإنجليزية)